# 에이드리언 셰퍼드
에이드리언 셰퍼드(Adrian Shepherd)는 하프라이프: 어포징 포스에 등장하는 주인공이다.

## 상세
나이는 22세로, 계급은 상병이며, 미해병대의 유해 환경 전투 부대(H.E.C.U.) 소속이다. 유사시에 블랙 메사 연구소에서 일어나는 사건의 처리를 위해 이들의 파견을 준비하는 미국방성은 대공명 현상으로 인해 연구소가 아수라장에 빠지자 셰퍼드를 비롯한 H.E.C.U. 대원들을 블랙 메사에 투입하기 시작한다. 연구소의 목적지로 이송되던 중 셰퍼드는 명령을 받기 직전 불의의 습격을 받아 정신을 잃게 되며, 그런 그는 연구소의 연구원에게 가까스로 혼자 목숨을 부지하고, 자신에게 내려진 명령이 무엇인지도 모른 체 살아남기 위해 연구소를 헤쳐나간다. 
고든이 처음 시설로 들어올 때 통과한 입구와 딱 맞춘 시간에 헬기를 이용한 탈출 기회가 있었지만, 두번 모두 G맨이 그 기회를 막는다. 특히 두 번째에선, 가로막힌 문의 유리창 바로 뒤로 유유히 넥타이와 양복을 다듬고 지나가는 것이 보인다. G맨은 고든 프리맨 말고도 셰퍼드에도 눈을 들이고 있었다.
연구소의 활로를 찾아낸 끝에 그는 젠으로 향하는 고든 프리맨을 목격하기는 하나 한발 늦어 생포 및 사살에는 실패한다(고든 프리맨의 생포 및 사살은 연구소에 투입된 모든 해병대원의 우선 달성 목표 중 하나였다). 우여곡절 끝에 그는 막바지에 이르게 되는데, 그는 입막음하기 위해 파견된 해병대조차 묵살시키려는 정부의 암살자들에 의해 끊임없이 공격받게 된다(다만, 하프라이프 본작에는 정부의 암살자들은 여성형을 빼고는 미등장). 그 와중에 의심스러운 거동을 취하고 있던 암살자를 처치한 셰퍼드는, 그들이 증거 인멸을 위해 핵탄두로 블랙 메사를 소멸시키려는 것을 알고는 저지한다. 그러나 이때, G맨은 다시 한번 등장하여 활로를 막고 핵탄두를 재가동시킨다. 여기서 블랙 메사의 소멸은 G맨에게 있어서도 중요한 사항이었던 것으로 추측된다.
그리고 마지막으로, 셰퍼드가 X-RACE의 지배자 기뉴웜을 쓰러뜨린 순간, 그는 G맨과 대면하게 된다. 그때 블랙 메사는 그 시점에서 핵탄두가 터지게 되고 블랙 메사는 소멸한다. G맨은 셰퍼드를 마음에 들어 하며 그 또한 고든 프리맨처럼 고용하기에 이른다. 차차 시간을 두고 그를 사용하기 위해서 G맨은 그를 다른 공간에 대기시켜둔 뒤 이윽고 사라진다.